# Kart

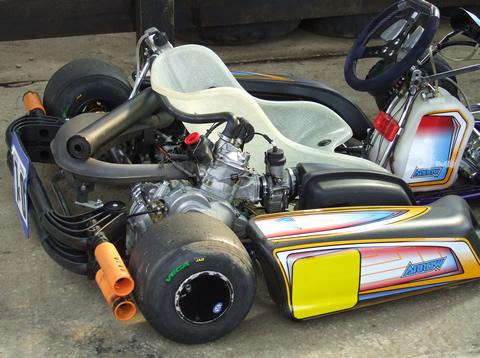
Um carte modelo "Arrow DD2"

O kart, aportuguesado do inglês como carte, é um veículo terrestre, em geral monoposto, sem suspensão e com ou sem elementos de carroceria, com quatro rodas, com tração nas traseiras, que pode ser por intermédio de pedais ou de um motor. Formado por: chassi (inclui carroceria), os pneumáticos e, o motor. Onde o esporte automobilistico praticado com este veículo chama-se kartismo (com modalidade para surdo)

## Pesquisa
Surdos não podem ouvir o ronco do motor, tão característico no automobilismo. Mas existe um grupo de 50 pilotos com essa limitação aduitiva, que sentiram ao participar de uma corrida de kart no Circuito Paladino, na cidade brasileira de Conde (Paraíba).[carece de fontes?]